# Plöjningsfri odling
Plöjningsfri odling innebär att lantbrukaren inte använder en plog för djup jordbearbetning. Plogen har bytts ut mot andra typer av jordbruksredskap till exempel kultivator eller tallriksharv som inte når lika djupt och som därför lämnar mycket växtrester i ytan. Plöjningsfri odling kan vara lämpligt på speciella jordarter såsom lätta jordar som inte består av lera. Lantbruksrådgivare menar att plöjningsfri odling bör kombineras med plöjd, för att på så vis minska sjukdomstrycket på växterna.

## Odling utan plog
På senare tid har allt fler bönder slutat använda sig av plogen, redskapet som en gång revolutionerade det moderna jordbruket. Detta mycket beroende på att plogar kan skada maskar och nyttobakterier och på det sättet förstöra näringsbalansen. Jorden blir hårt packad med hjälp av plog och inte lika lucker som vissa bönder önskar. I dag brukas mellan 10 och 20 procent av den svenska åkerarealen med plöjningsfria metoder.

## Fördelar med plöjningsfri odling
- Är billigare än konventionell plöjning då ett bearbetningsmoment undviks.
- Ger större arbetsbredd men mindre arbetstid.
- Bildar ingen plogsula (ett packat jordlager precis under plogspetsen).
- Ökar mullhalten i matjordens övre del, vilket minskar risken för skorpbildning.

## Nackdelar med plöjningsfri odling
- Växtresterna som blir kvar i ytan sprider växtsjukdomar vilket leder till en ökad användning bekämpningsmedel.
- Fungerar inte på alla jordarter.